# Geschäftsbrief

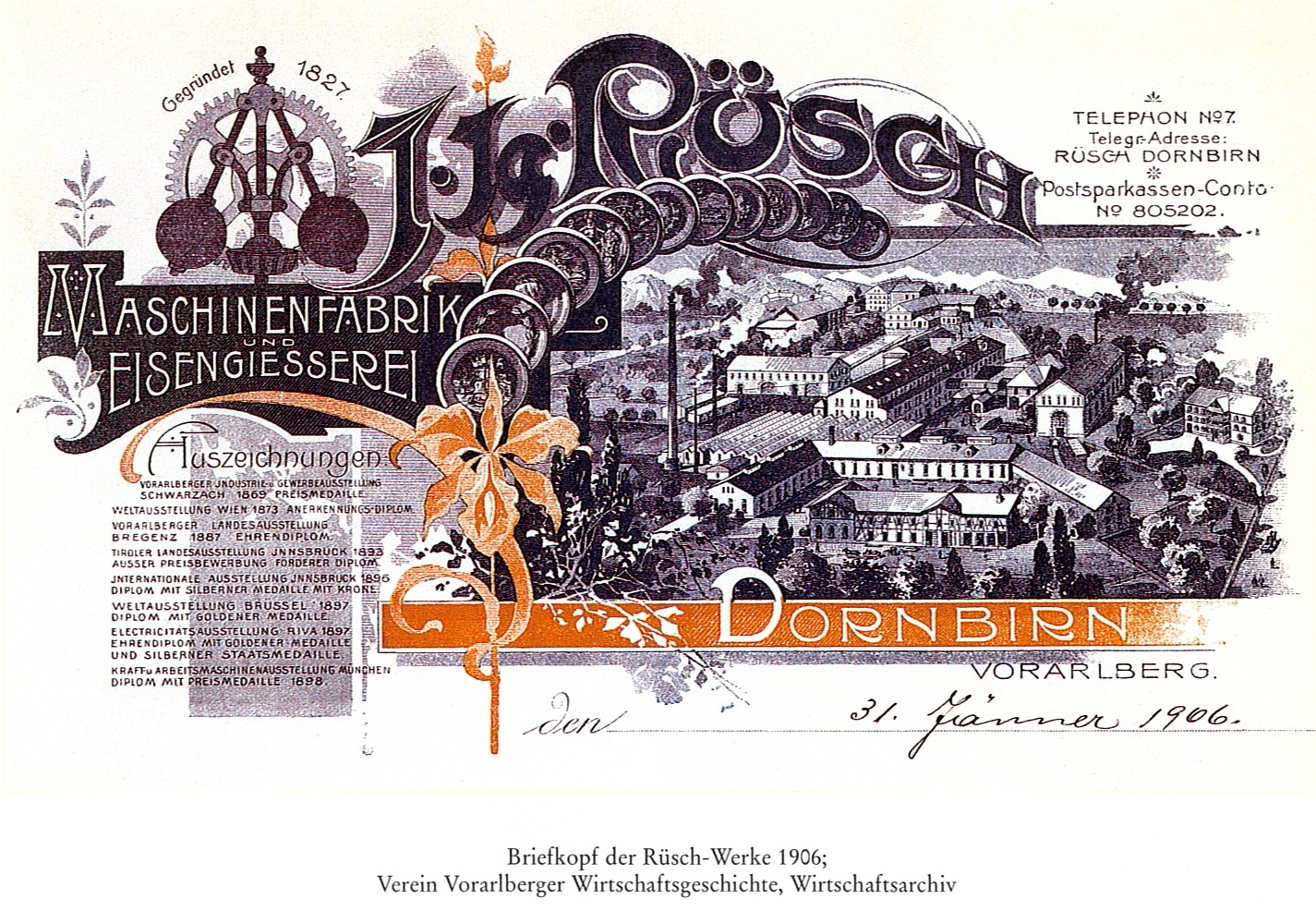
Briefkopf der Rüschwerke von 1906

Ein Geschäftsbrief ist ein Brief, der ein Geschäft zum Inhalt hat. Er ist die schriftliche Kommunikationsform zwischen Geschäftspartnern in einer Geschäftsbeziehung (Business-to-Business) und zwischen Unternehmen und Privatpersonen (Business-to-Consumer). Gegensatz ist der Privatbrief zwischen Privatpersonen mit persönlichen Inhalten. Zu unterscheiden ist er zudem vom Handelsbrief.

## Allgemeines
Geschäftsbriefe werden in der rechtsdogmatischen Fachliteratur als eine „nach außen gerichtete schriftliche Mitteilung mit geschäftsbezogenem Inhalt“ definiert. Da Geschäftsbriefe finanzielle Transaktionen und/oder rechtliche Inhalte zum Gegenstand haben, müssen sie alle Erklärungen, Willenserklärungen oder Tatsachen enthalten, die für den Empfänger von Bedeutung sind. Viele Geschäftsbriefe beinhalten einen Vertrag oder sind Bestandteil eines solchen. Dazu gehören Vertragsangebote, Vertragsannahmen, Auftragsbestätigungen, kaufmännische Bestätigungsschreiben, Kündigungen, Mängelrügen, Mahnungen, Quittungen oder Rechnungen.
Geschäftsbriefe von Kaufleuten unterliegen einer Aufbewahrungspflicht gemäß § 147 Abs. 1 AO. Handels- oder Geschäftsbriefe – gleich ob vom Buchungspflichtigen abgesandt oder von ihm empfangen – können auch Buchungsbelege im Sinne von § 257 Abs. 1 Nr. 4 HGB sein.

## Deutschland

### Inhalt
Ein Geschäft ist eine gewerbliche, also insbesondere auf Gewinn ausgerichtete Transaktion zwischen mindestens zwei Vertragspartnern. Dazu gehören im Kern die Handelsgeschäfte eines Unternehmens, die zu seinem Handelsgewerbe gehören (§ 343 HGB) wie etwa der Verkauf von Schuhen im Einzelhandel. Als eine häufige Spezialform kann z. B. das Angebotsschreiben angesehen werden. Darüber hinaus zählen zu den Geschäften auch die nicht unmittelbar zum Handelsgewerbe gehörenden Transaktionen, die den Betrieb des Unternehmens aufrechterhalten (etwa die Bestellung von Büromaterial oder die Kündigung der Betriebsunterbrechungsversicherung durch die Schuhfabrik). Bestellscheine gelten als Geschäftsbriefe (§ 268 Abs. 4 AktG). Der Geschäftsbrief ist also zugleich ein Handelsbrief, wenn er die Vorbereitung, Durchführung, Abschluss oder Rückgängigmachung von Handelsgeschäften beinhaltet. Alle übrigen Transaktionen zur Aufrechterhaltung des Betriebs sind Gegenstand eines bloßen Geschäftsbriefs.

### Kurzbrief
Ein Kurzbrief ist ein vorgedrucktes Formular im A5- oder A4-Format. Es wird genutzt, wenn stichwortartige Angaben wie Kurzsätze oder Stichworte als Begleitschreiben genügen. Der Kurzbrief enthält keine persönliche Anrede. Er eignet sich für den Versand von Prospekten, Produktkatalogen usw.

### Gesetzliche Bestimmungen zum Geschäftsbrief
Ein Gewerbetreibender muss handelsrechtlich seinen Adressaten in Geschäftsbriefen bestimmte Mindestinformationen mitteilen. Das ergibt sich aus der so genannten Impressumspflicht. Näheres regeln § 37a HGB (für Einzelkaufleute), § 125a HGB (für die OHG), § 177a HGB (für die KG), § 80 Abs. 1 Satz 1 Aktiengesetz (für AG und KGaA), § 35a Abs. 1 Satz 1 GmbH-Gesetz (für die GmbH) sowie § 25a GenG (für die Genossenschaft). Das Handelsgesetzbuch legt beispielsweise fest, dass ein Geschäftsbrief folgende Informationen enthalten muss:
- Firma des Unternehmens,
- Rechtsform des Unternehmens,
- Unternehmenssitz,
- Registergericht,
- Nummer, unter der die Firma im Handelsregister eingetragen ist sowie
- Name(n) des (der) Geschäftsführer(s) / der Vorstandsmitglieder.

Diese Festlegungen gelten nicht nur für den Brief in Papierform, sondern auch für Telefaxe. Für E-Mails gibt es eine vergleichbare Regelung (siehe Signatur (E-Mails im Geschäftsverkehr)).

### Gepflogenheiten
Üblicherweise gelten spezielle Stilformen und -vorlagen; die Gestaltung von Geschäftsbriefen wird in Deutschland durch das Deutsche Institut für Normung (DIN) in DIN 5008 geregelt. Ein wichtiges Merkmal eines Geschäftsbriefes ist die zwingende Einhaltung der Höflichkeitsformen. DIN 5008 regelt den inhaltlichen und formalen Aufbau eines Geschäftsbriefes, dabei finden folgende Briefbausteine Verwendung:
- Absenderangaben,
- Kalenderdatum,
- Empfängerdaten,
- Betreff, (evtl. Fett)
- Anrede,
- Text,
- Schlussformel („Gruß“),
- Unterschrift,
- Anlagenvermerk, (wenn Betreff Fett, auch Fett)
- Verteilervermerk

DIN 5008 findet bei der Gestaltung des Drucks Verwendung. Dort sind genaue Maße für die Aufteilung von DIN-A4-Seiten angegeben. Unter anderem ist geregelt, dass der linke Seitenrand 2,50 cm beträgt. Für den rechten Seitenrand wurden mindestens 1,00 cm festgelegt.

## Österreich
Als „sonstige Informationspflichten“ sind § 24 Abs. 4 und § 25 MedienG sowie § 14 Abs. 1 UGB (Unternehmensgesetzbuch) zu erwähnen. § 14 Abs. 1 UGB bezieht sich neben Webseiten auch auf „alle Geschäftsbriefe und Bestellscheine, die auf Papier oder in sonstiger Weise an einen bestimmten Empfänger gerichtet sind“ und gilt daher insbesondere auch für E-Mails.

## Schweiz
Die Schweiz kennt eine Firmengebrauchspflicht für Geschäftsbriefe (Art. 954a Abs. 1 OR, Art. 326ter StGB).